# Kreuzweg zur Mariengrotte (Oberlauda)

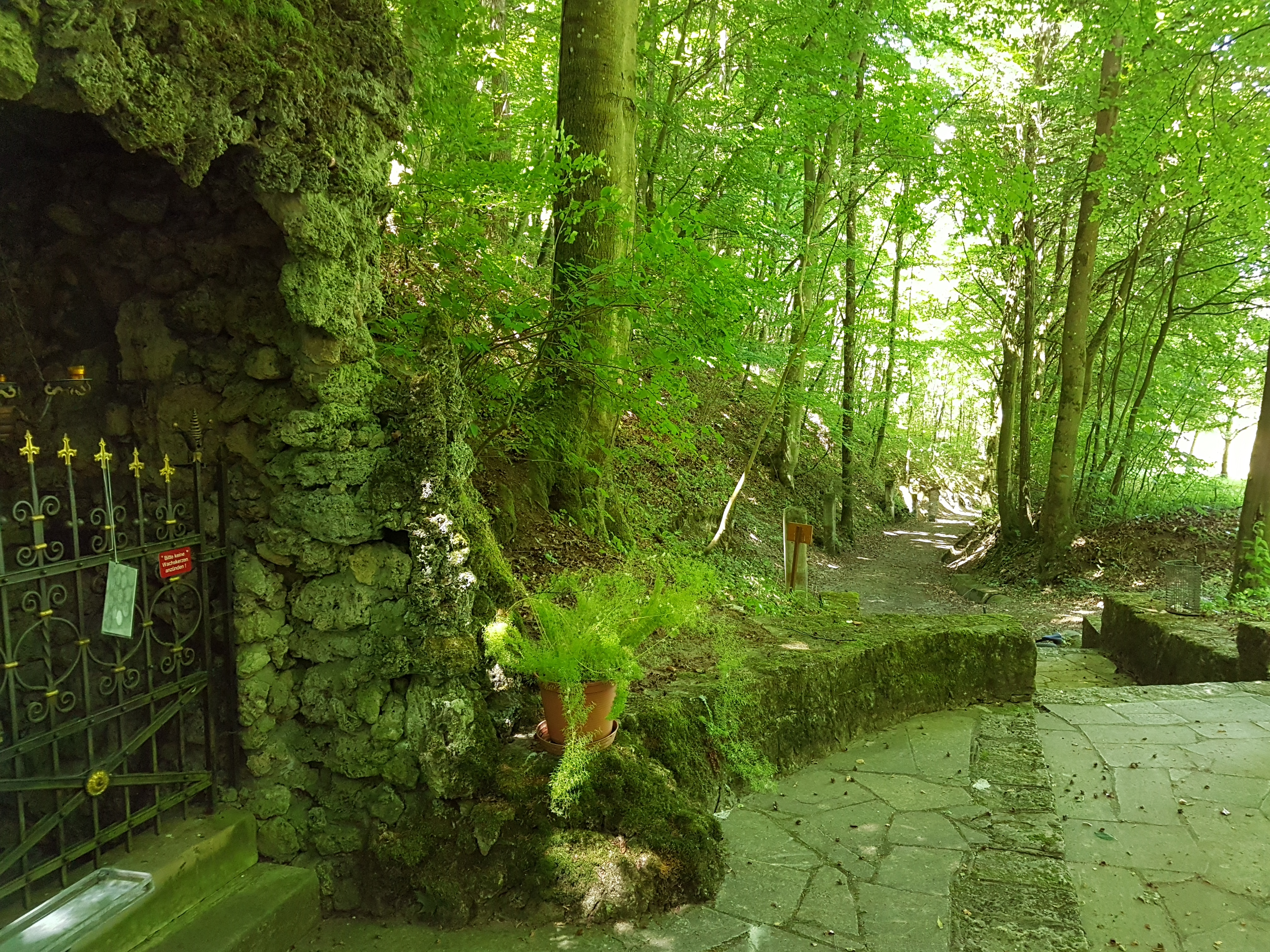
Blick auf den Kreuzweg zur Mariengrotte in Oberlauda

Der Kreuzweg zur Mariengrotte befindet sich in Oberlauda, einem Stadtteil von Lauda-Königshofen im  Main-Tauber-Kreis in Baden-Württemberg. Er beginnt in einem Tal am Ortsrand und führt aufsteigend bis zur Mariengrotte. Neben dem Oberlaudaer Kreuzweg in der Friedhofsmauer ist er einer von zwei unter Denkmalschutz stehenden Freilandkreuzwegen im Ort.

## Geschichte
Im Jahre 1905 entstanden durch die Initiative von Justine und Bernhard Sack die Mariengrotte sowie der Kreuzweg in Oberlauda.

## Kreuzweg
Der Kreuzweg zur Oberlaudaer Mariengrotte umfasst die folgenden 14 Stationen:

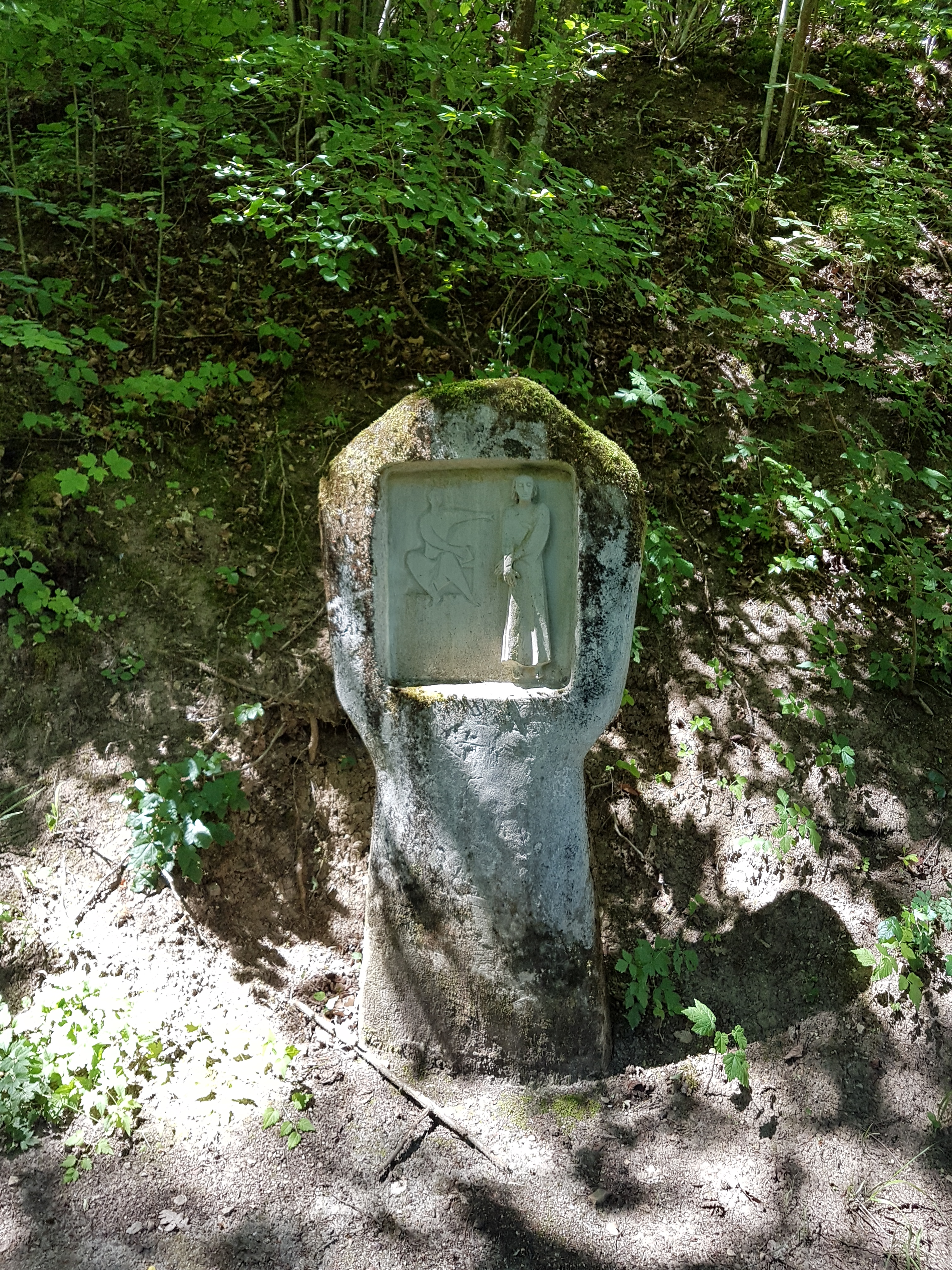
I. Jesus wird zum Tode verurteilt
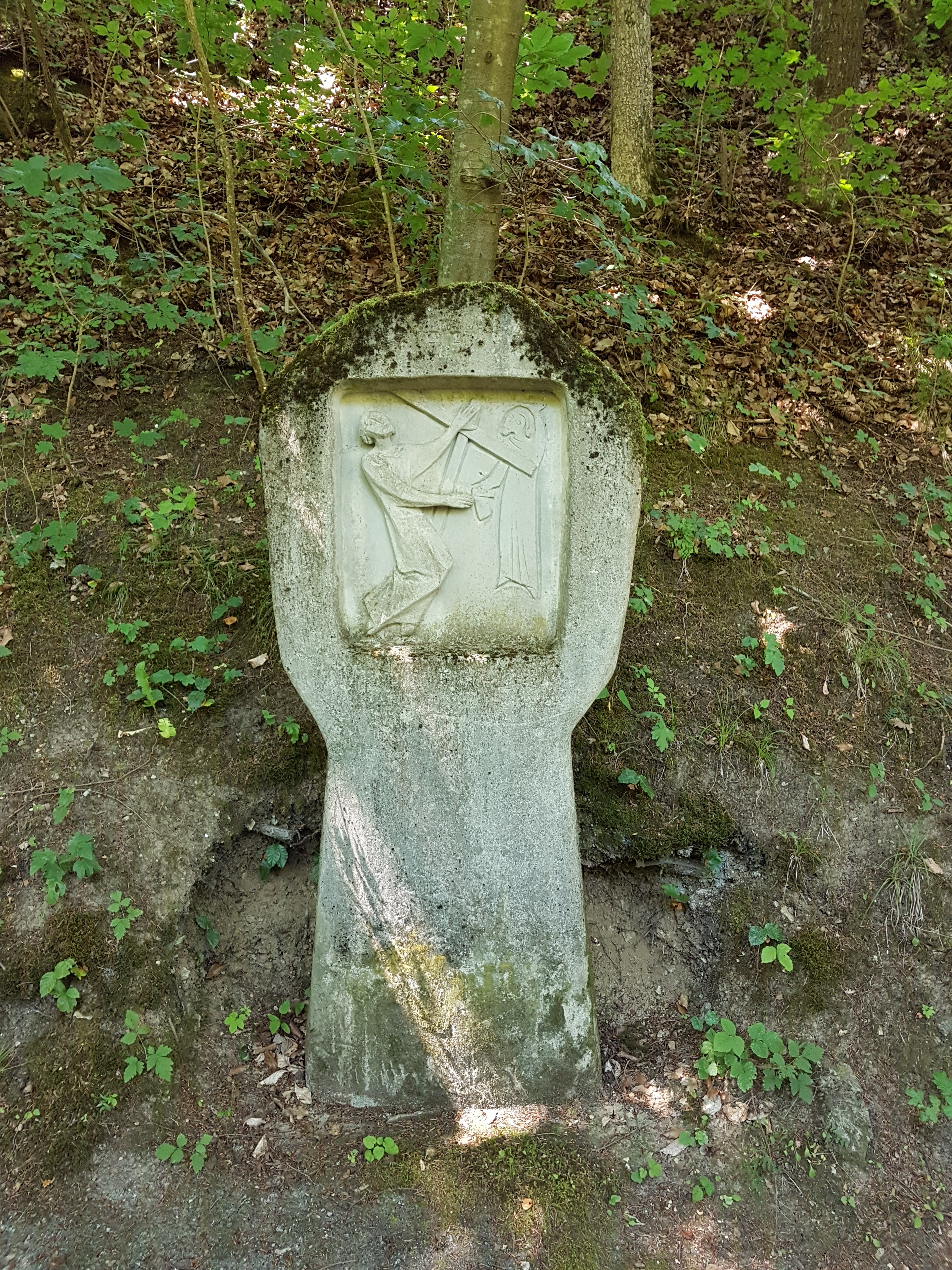
II. Jesus nimmt das Kreuz auf seine Schultern
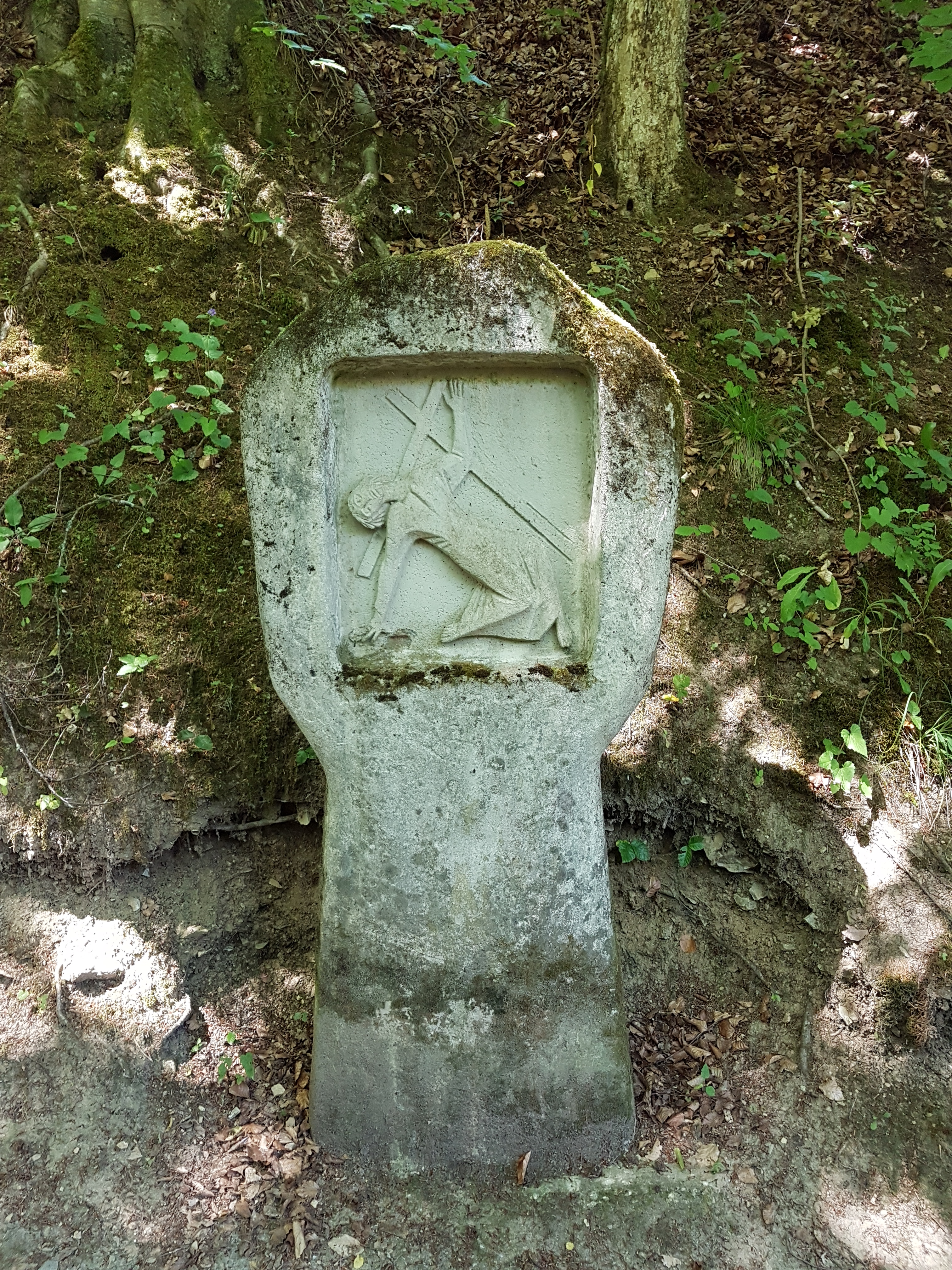
III. Jesus fällt zum ersten Mal unter dem Kreuze
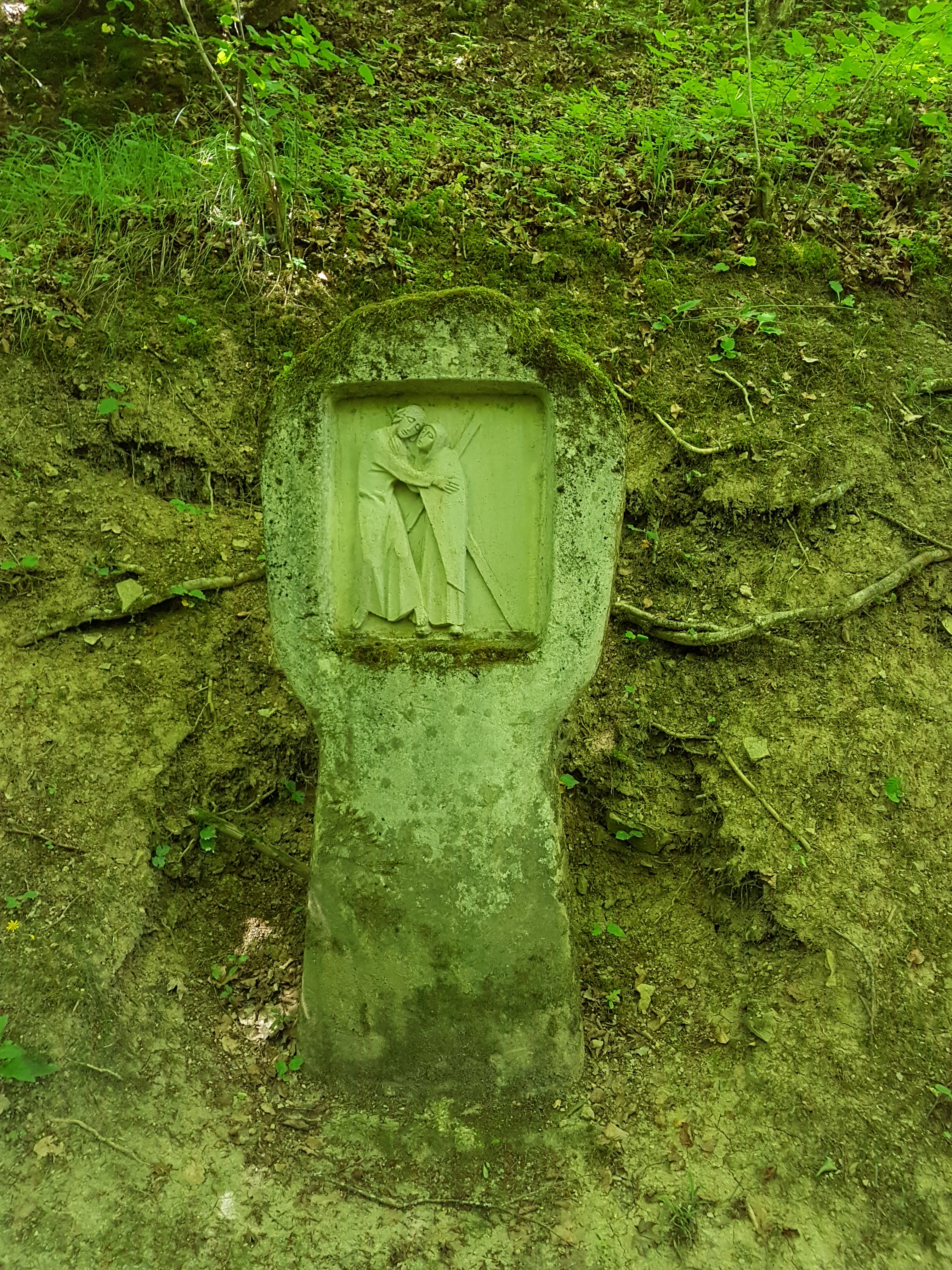
IV. Jesus begegnet seiner hl. Mutter
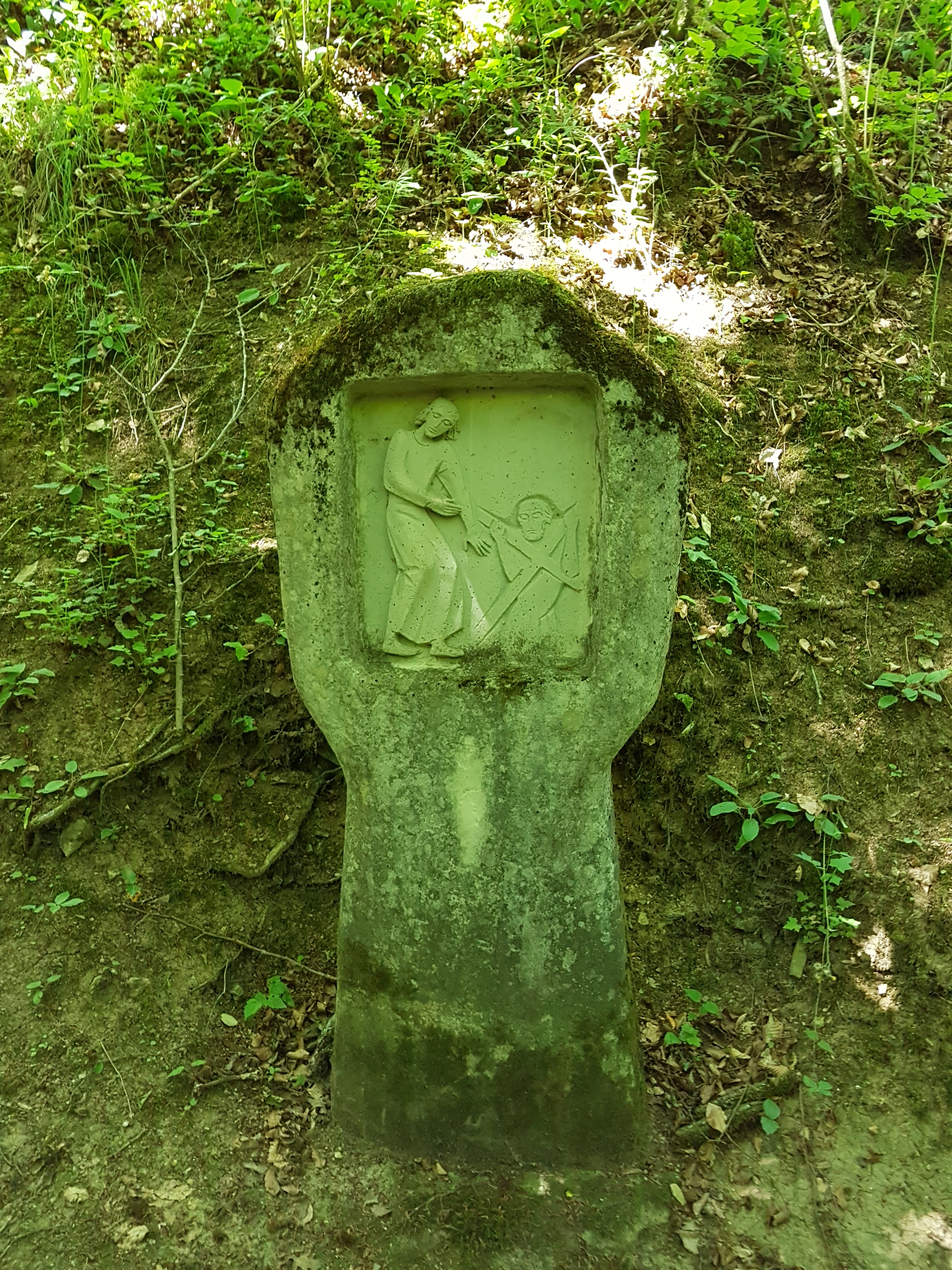
V. Simon von Cyrene hilft Jesus das Kreuz tragen
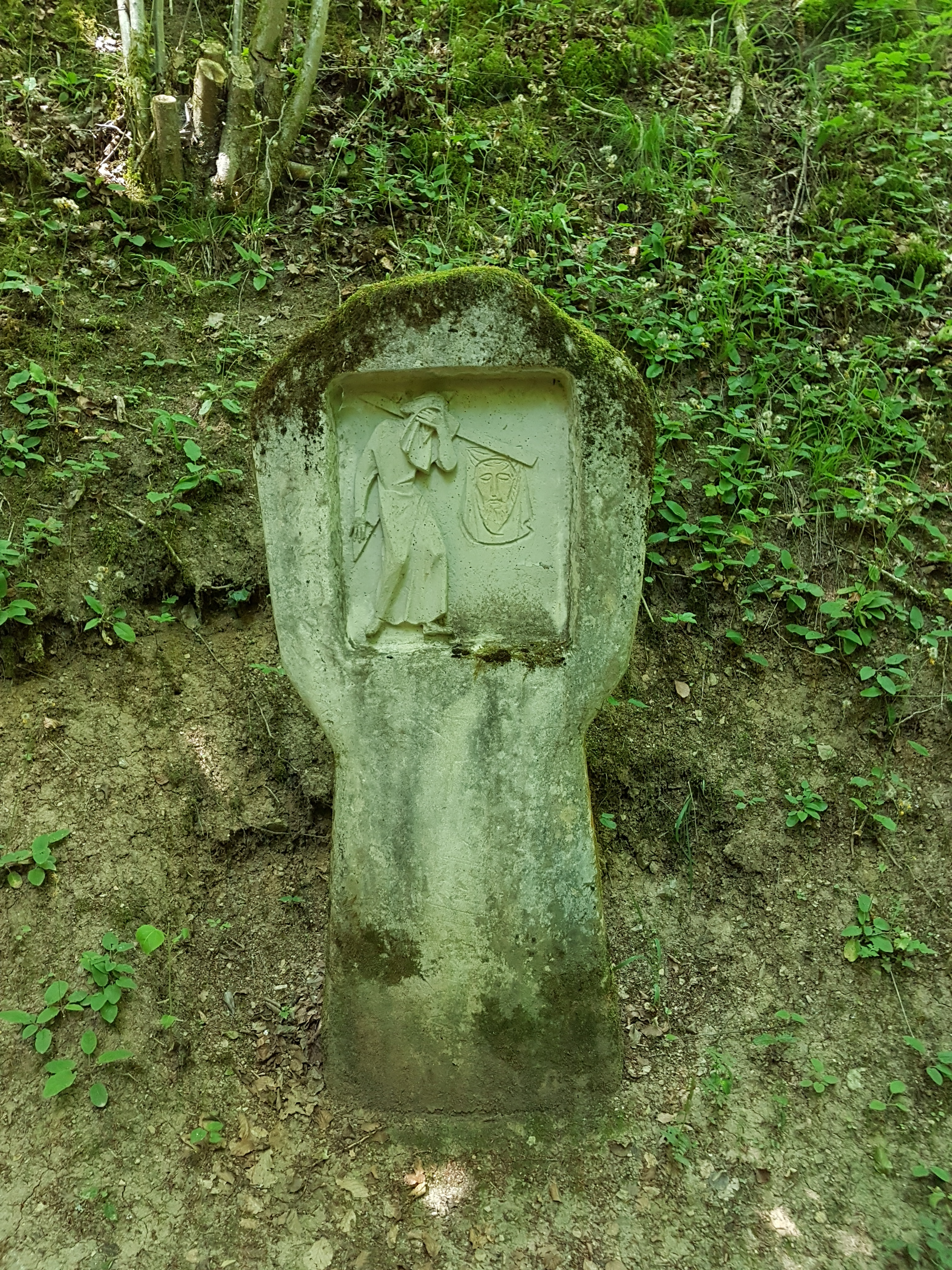
VI. Veronika reicht Jesus das Schweißtuch
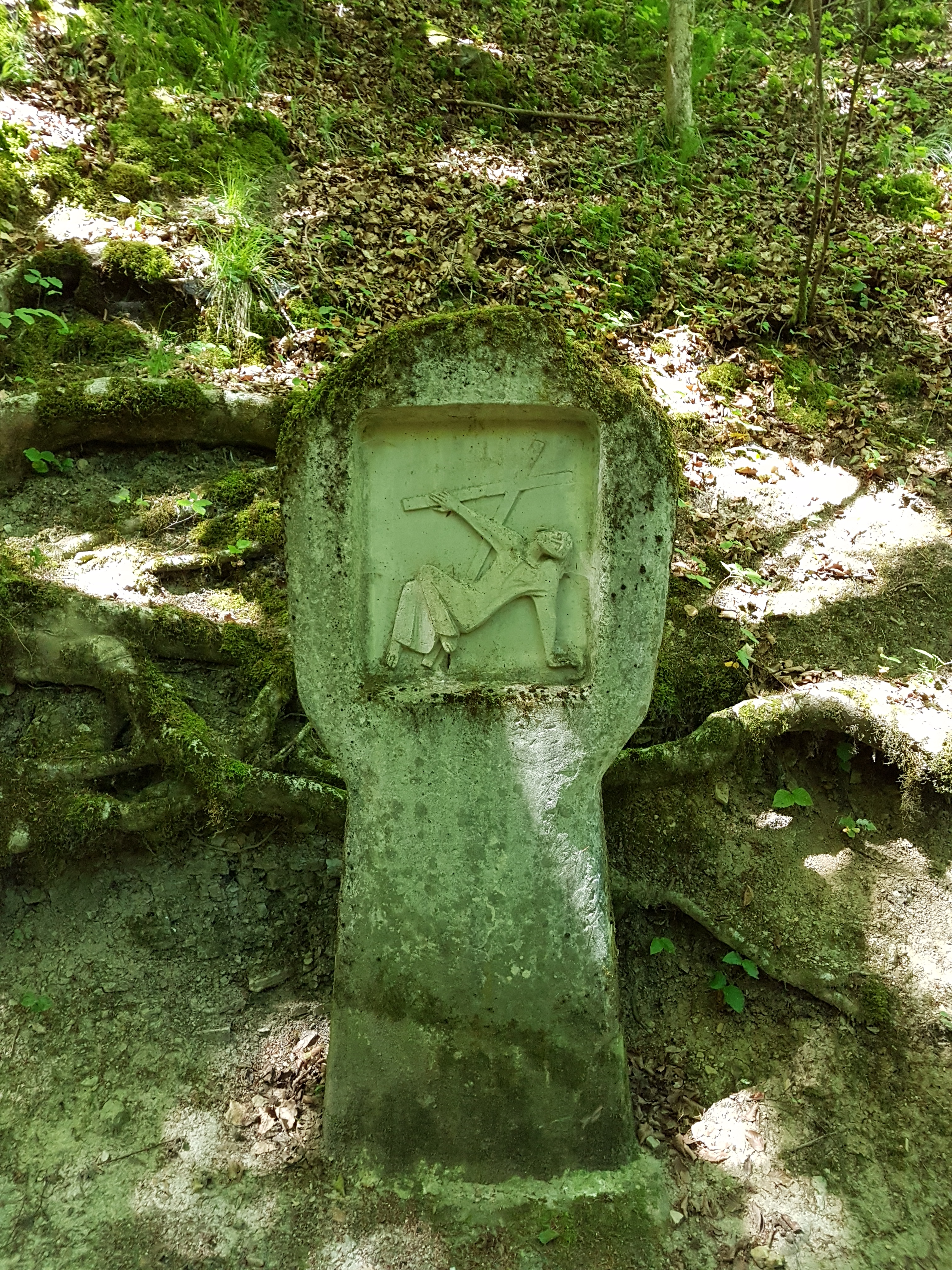
VII. Jesus fällt zum zweiten Mal unter dem Kreuze
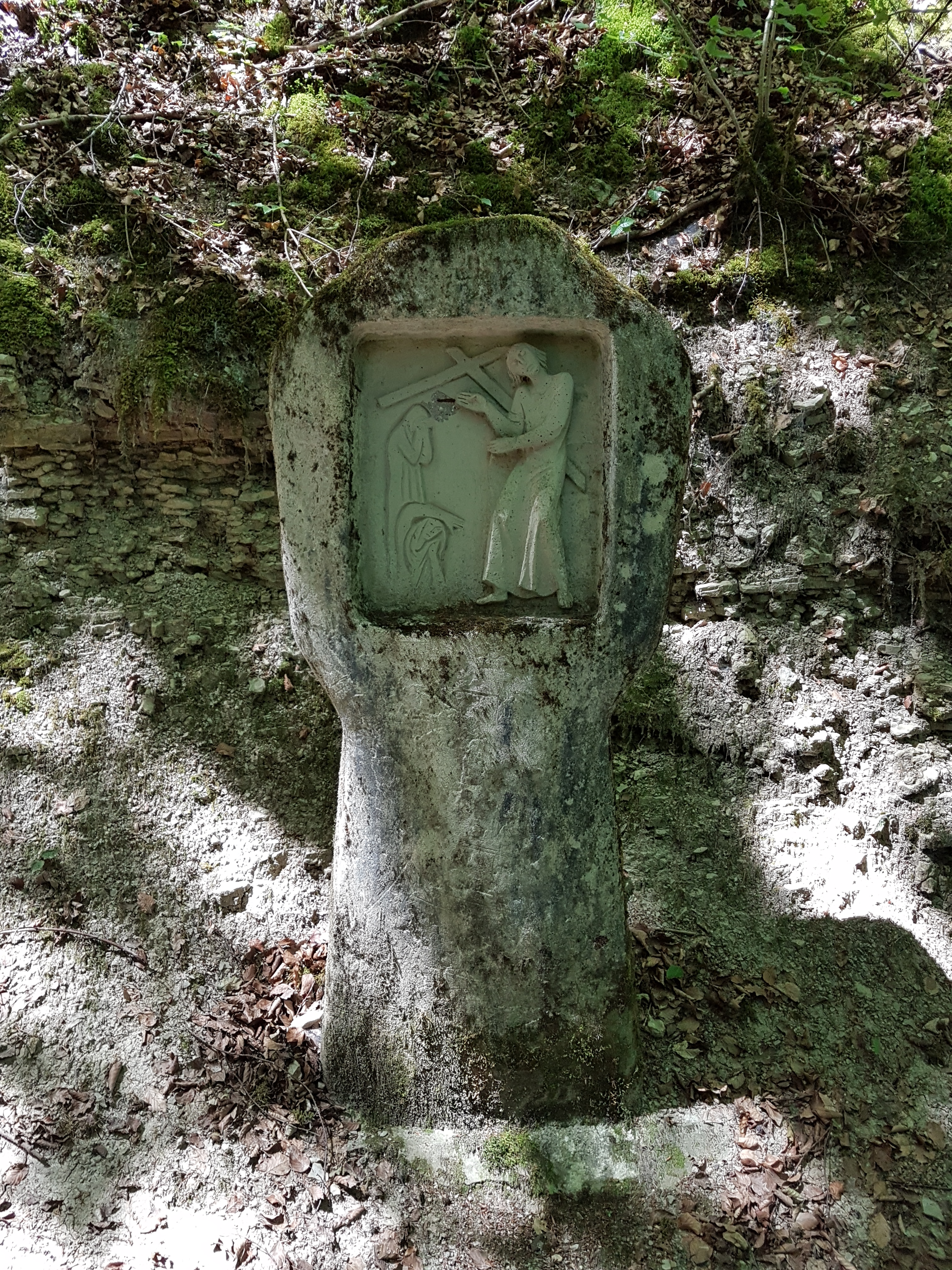
VIII. Jesus tröstet die weinenden Frauen von Jerusalem
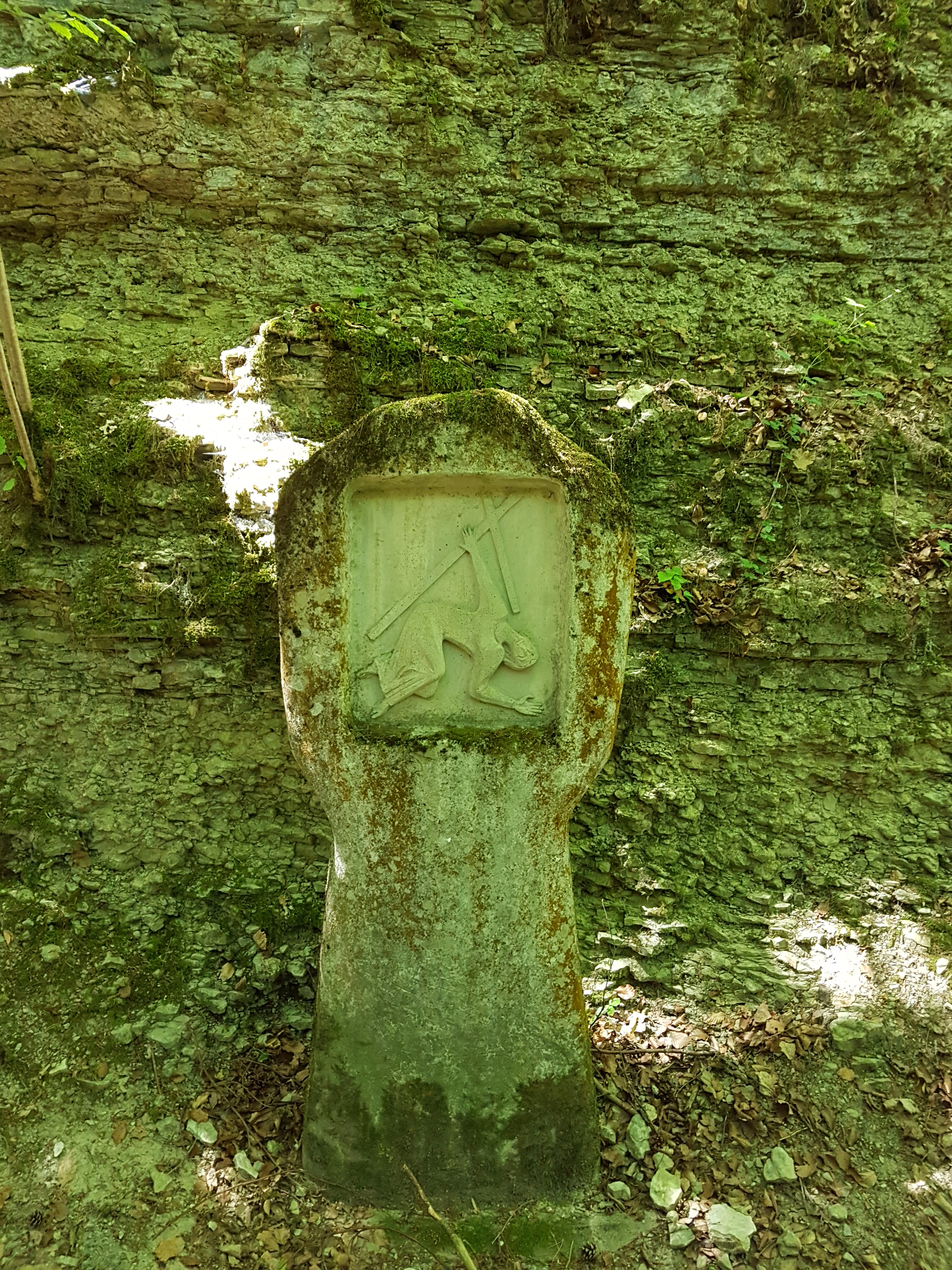
IX. Jesus fällt zum dritten Mal unter dem Kreuze
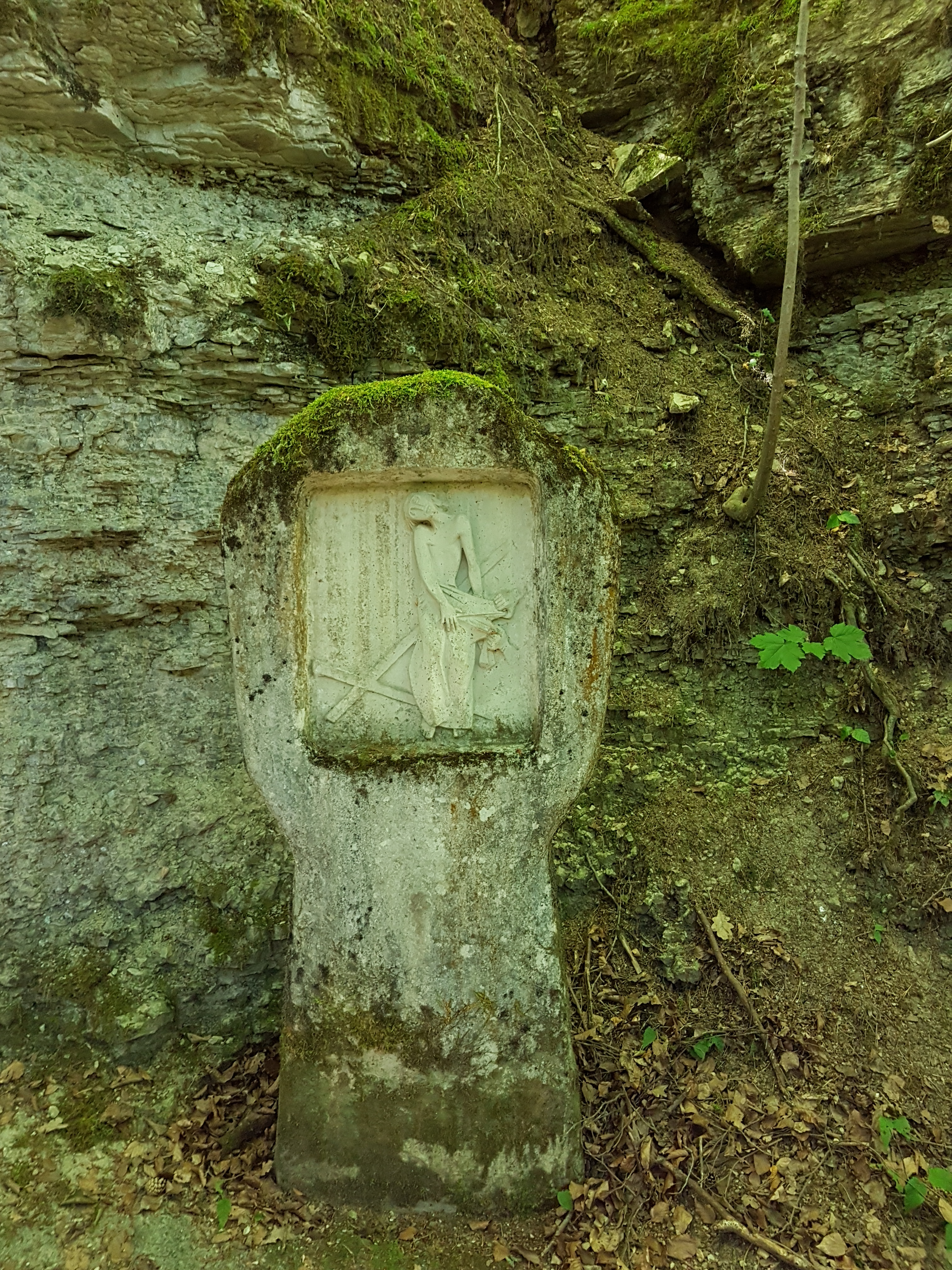
X. Jesus wird seiner Kleider beraubt
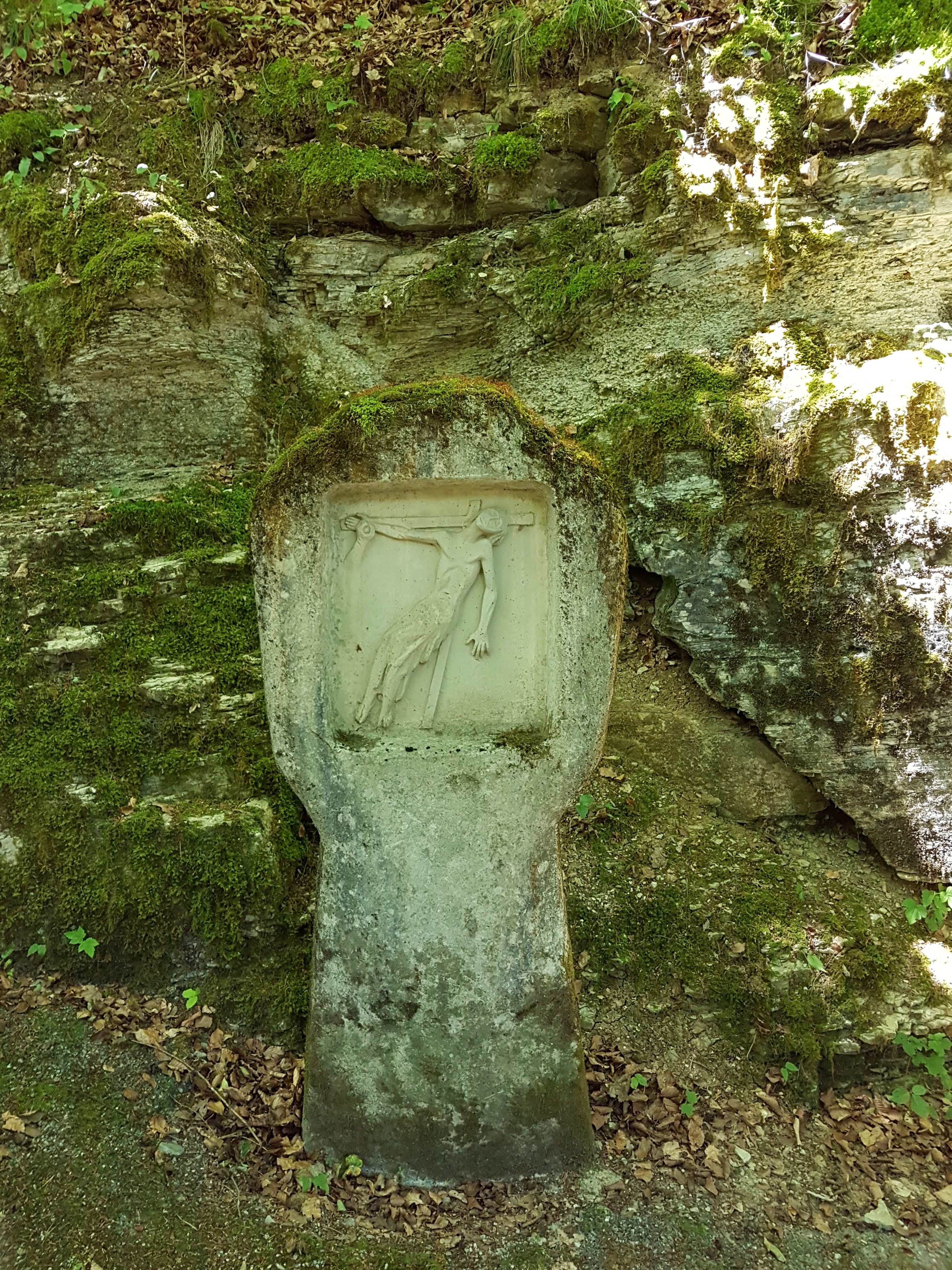
XI. Jesus wird an das Kreuz genagelt
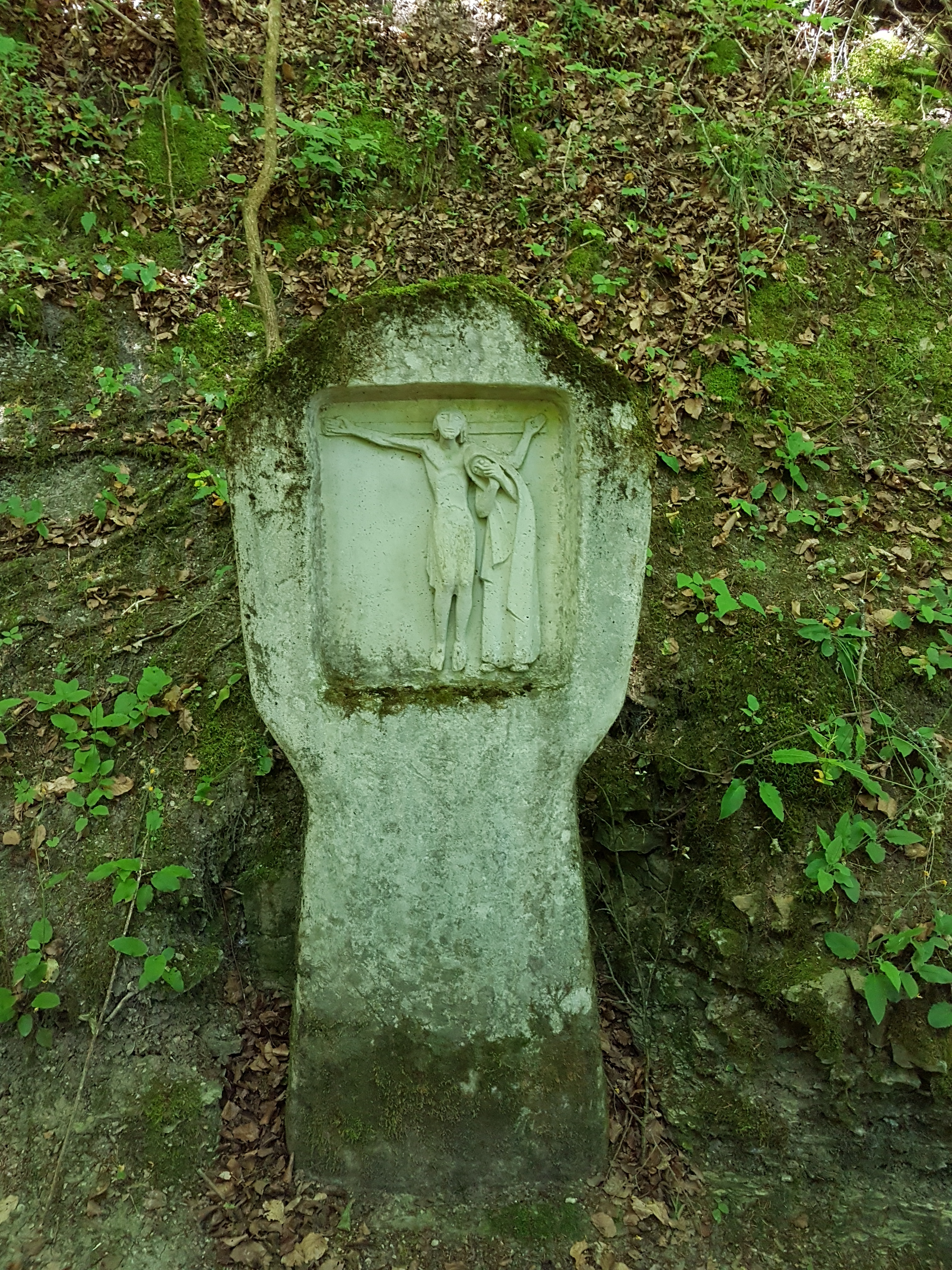
XII. Jesus stirbt am Kreuze
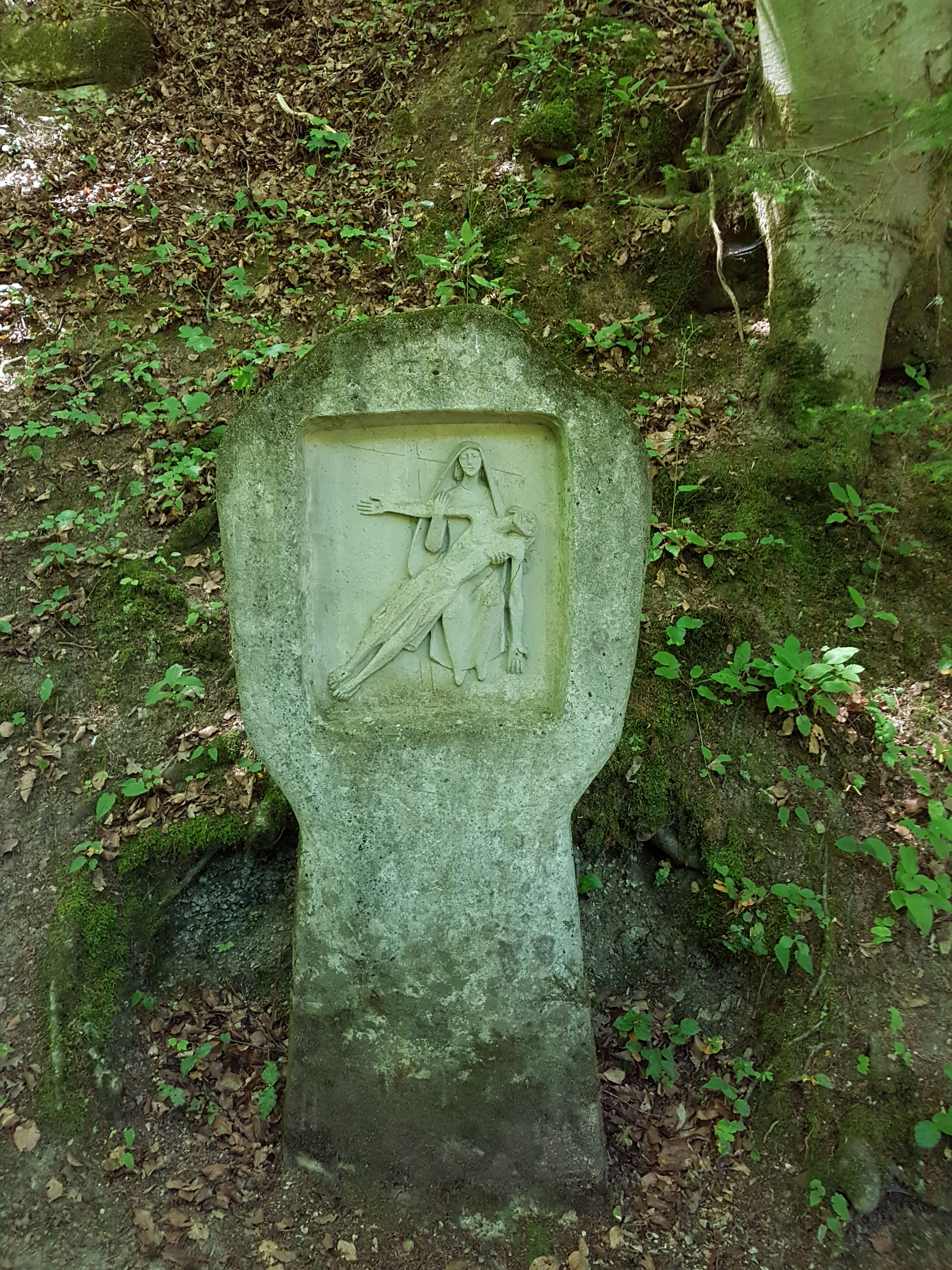
XIII. Der Leichnam Jesu wird vom Kreuze abgenommen
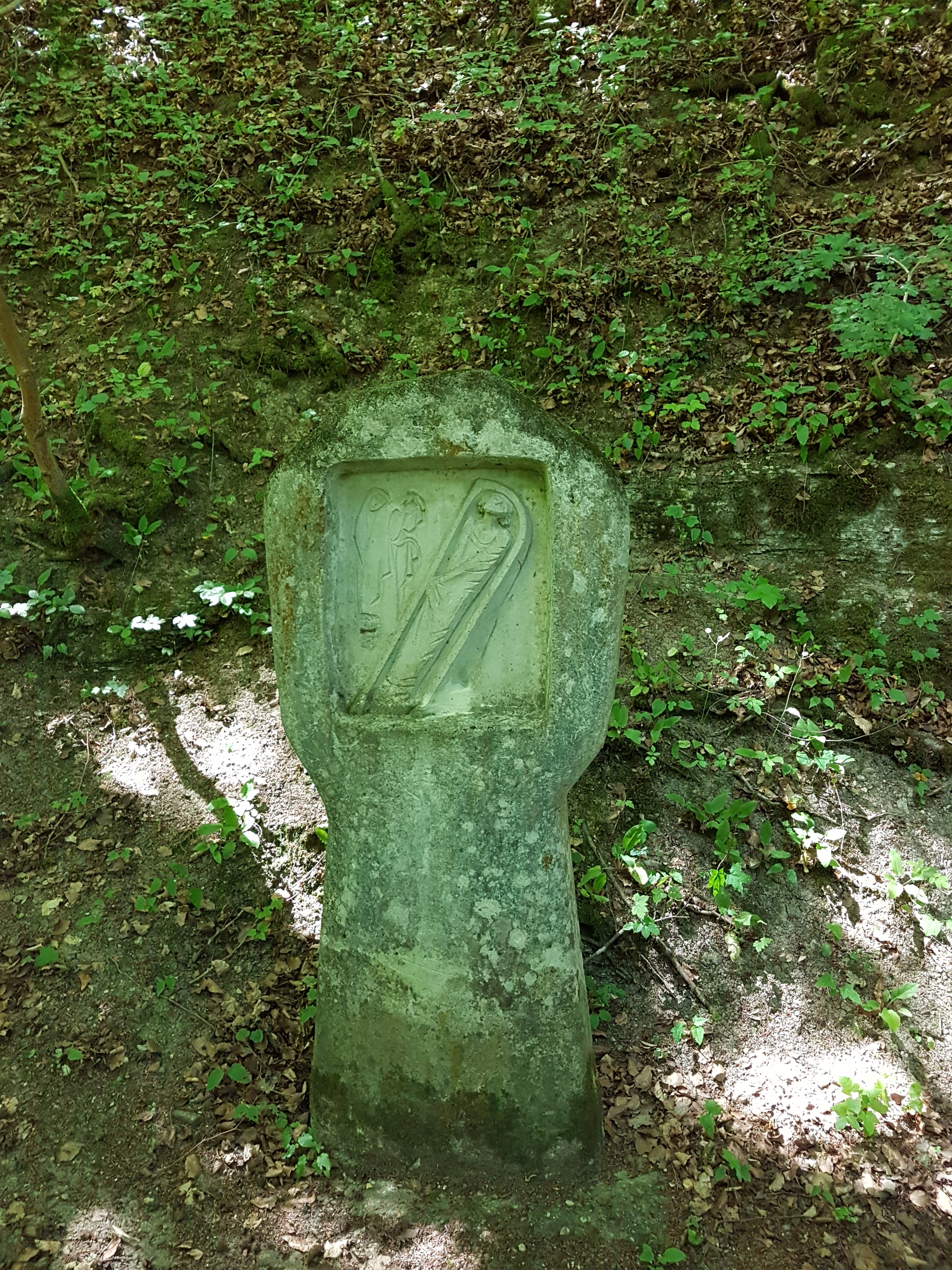
XIV. Jesus wird in das Grab gelegt